# Lembeye
Lembeye – miejscowość i gmina we Francji, w regionie Nowa Akwitania, w departamencie Pireneje Atlantyckie.
Według danych na rok 1990 gminę zamieszkiwało 687 osób, a gęstość zaludnienia wynosiła 82 osób/km² (wśród 2290 gmin Akwitanii Lembeye plasuje się na 586. miejscu pod względem liczby ludności, natomiast pod względem powierzchni na miejscu 1179.).